# Anedoul
Anedoul är en ö i Marshallöarna.   Den ligger i kommunen Arnoatollen, i den sydöstra delen av Marshallöarna, 20 km öster om huvudstaden Majuro. Arean är 0,28 kvadratkilometer.
Terrängen på Anedoul är platt. Öns högsta punkt är 17 meter över havet. Den sträcker sig 1,1 kilometer i nord-sydlig riktning, och 0,6 kilometer i öst-västlig riktning.